# 900 Rosalinde
900 Rosalinde è un asteroide della fascia principale del diametro medio di circa 18,78 km. Scoperto nel 1918, presenta un'orbita caratterizzata da un semiasse maggiore pari a 2,4739569 UA e da un'eccentricità di 0,1621388, inclinata di 11,56242° rispetto all'eclittica.
Il suo nome fa riferimento ad un personaggio del Die Fledermaus, un'operetta del compositore austriaco Johann Strauss.